# Хронологија инвазије Русије на Украјину (децембар 2024)
Овај чланак обухвата дешавања која су се догодила у децембру 2024. године, за време инвазије Русије на Украјину.

## Хронологија

### 1. децембар
Системи противваздушне одбране су током ноћи уништили и пресрели 29 украјинских дронова изнад руских региона. Над територијом Брјанске области елиминисано је 20 дронова, а још седам у Калушкој области. Једна беспилотна летелица је такође уништена у Смоленској и Курској области.
Око 60.000 украјинских војника дезертирало је за првих 10 месеци ове године, што је готово дупло више него за претходне две године док Русија осваја све више нових украјинских територија. Украјина покушава да попуни своје редове на првој линији фронта, док Русија све више напредује. Стотине украјинских војника су крајем октобра напустиле 123. бригаду у Угледару у Доњецкој области, а поједини војници су се вратили у област Николајева, где су организовали јавни протест захтевајући више оружја и обуку за војску.

### 2. децембар
Руске снаге су током ноћи лансирале 110 дронова на Украјину. Од 110 дронова, ваздухопловство је оборило 52, а 50 је изгубљено. Ваздушна узбуна у престоници трајала је четири и по сата, дронови су долазили у таласима и из различитих праваца.
Сједињене Америчке Државе ће обезбедити Украјини пакет оружја од 725 милиона долара. Пакет помоћи Украјини, између осталог, укључује ракете стингер, муницију за Артиљеријски ракетни систем високе покретљивости (ХИМАРС), дронове и нагазне мине.

### 3. децембар
Украјинске ваздухопловне снаге су обориле 22 од 28 дронова које је Русија лансирала преко ноћи. Од 28 беспилотних летелица, две беспилотне летелице напустиле су ваздушни простор под контролом Украјине, а једна је изгубљена.

### 4. децембар
Оперативно-тактичка авијација, беспилотне летелице, као и артиљеријско-ракетне снаге Оружаних снага Русије током последња 24 сата гађале су инфраструктуру војних аеродрома и складишта муниције Оружаних снага Украјине. У 133 округа нанета је штета и људству и војној техници. Руске снаге противваздушне одбране су током протекле ноћи уништиле 24 украјинске беспилотне летелице изнад територије Русије.

### 5. децембар
Русија је током ноћи лансирала 44 дрона и две балистичке ракете искандер-М. на Украјину. Ваздухопловство Украјине је оборило 30 и изгубило траг за 12, вероватно због електронског ратовања.

### 6. децембар
Руске снаге су напале Украјину са 53 јуришне беспилотне летелице марке шахед, као и другим врстама дронова. Оборене су 32 беспилотне летелице у областима Харков, Полтава, Сум, Чернигов, Кијев и Житомир, а 16 дронова изгубљено, док су два напустила контролисани ваздушни простор у правцу Белорусије.

### 7. децембар
Други контингент Ф-16 из Данске је већ стигао у Украјину.  Данско Министарство одбране најавило је у октобру да је одобрило нови пакет војне помоћи Украјини од 350 милиона долара.
Руска војска ликвидирала је упориште украјинских снага у Доњецкој Народној Републици уз помоћ солнцепека. Упориште снага Кијева налазило се у близини места Разлив у Волновахском рејону, а у нападу је погинуло до 45 украјинских војника.

### 8. децембар
Украјинско ваздухопловство је оборило 28 руских беспилотних летелица, а изгубљено је још 46.

### 9. децембар
Руске оружане снаге су поразиле инфраструктуру војних аеродрома, железничке објекте који обезбеђују испоруке западне опреме Оружаним снагама Украјине.

### 10. децембар
Руска војска је заузела важан одбрамбени центар Оружаних снага Украјине у Курахову, док украјиници покушавају да повуку остатке групе у том граду.

### 11. децембар
У украјинским нападима на Ростовску и Брјанску област у Русији, погођена су индустријска предузећа и причињена је материјална штета. Становници 27 зграда у Таганрогу у Ростовској области остали су без грејања због оштећења котларнице после напада.

### 12. децембар
Европска унија је изгубила више од 1,5 билиона евра због санкција против Русије.
Удар праћен детонацијом догодио се у близини хангара украјинске војске у Черниговској области, где су ОСУ постављале експлозив на дронове камиказе.

### 13. децембар
Војна група Исток заузела је више од 300 квадратних километара у Украјини током прошлог месеца и заузела седам насеља.
Оружане снаге Русије покренуле су масиван напад на виталне украјинске објекте енергетске инфраструктуре, који дају подршку војно-индустријском комплексу, као одговор на коришћење шест америчких пројектила АТАЦМС којима је Кијев напао аеродром у Таганрогу,

### 14. децембар
Украјинска противваздушна одбрана оборила је 58 од 132 руске беспилотне летелице лансиране током ноћи, а 72 беспилотне летелице су изгубљене услед употребе тактике ометања.

### 15. децембар
Украјинска војска употребила је НАТО касетну муницију током гранатирања хотела у Горловки у Доњецкој области. Судећи по карактеристичним фрагментима и фрагментима пронађеним на месту гранатирања, Оружане снаге Украјине користиле су артиљерију НАТО калибра 155 мм са касетном бојевом главом.

### 16. децембар
Норвешка влада саопштила је да ће обезбедити 2,7 милијарди круна за јачање украјинске морнарице и помоћ у одвраћању руских и поморских снага у Црном мору.

### 17. децембар
Немачки произвођач оружја Рајнметал ће следеће године у Украјину пребацити још 20 борбених возила пешадије Мардер 1А3.
Тенк Т-90М је заједно са артиљеријом уништио упориште Оружаних снага Украјине на краснолимарском делу фронта у Донбасу.

### 18. децембар
Оружане снаге Украјине нашле су се у критичној ситуацији у Курахову, а једини правац којим се снабдевају је на мети руских снага. На кураховском правцу Оружане снаге Русије су јуче заузеле још два места Трудово и Старе Терне. Заузеле су и Пушкино, Ановка и Весели Гај.

### 19. децембар
Руска противваздухопловна одбрана уништила је 84 украјинске беспилотне летелице изнад територије Русије.
Украјина је поред 84 дрона руску територију ударила и са најмање 13 ракета, изазвавши пожар у рафинерији нафте у јужној Ростовској области која је сатима горела.
Данска је издвојила 2,1 милијарду данских круна (више од 281 милион евра) за јачање украјинске противваздушне одбране. Дански пакет помоћи, такође, укључује финансијски допринос за функционисање украјинских ловаца Ф-16.

### 20. децембар
Украјинске снаге су се повукле из области око села Успенивка и Трудове у источном региону Доњецка како би избегле да буду у окружењу напредујућих руских трупа.

### 21. децембар
На Казањ су током протекле ноћи изведени напади беспилотним летелицама, услед чега су избили пожари у стамбеним објектима у окрузима Советски, Кировски и Приволжски. Аеродром у Казању привремено је обуставио поласке и доласке авиона.
Руска авијација и артиљерија оштетили су енергетске објекте који подржавају рад украјинских предузећа војно-индустријског комплекса и инфраструктуру војних аеродрома.
Пољска је Украјини испоручила три хеликоптера који ће се користити за обуку украјинских пилота. Украјини су испоручена два хеликоптера Ми-8 и један Бел-412-хп.

### 22. децембар
Руски системи противваздухопловне одбране су уништили 42 украјинске беспилотне летелице, од којих скоро половину изнад Орловске области.

### 23. децембар
Руско складиште са деловима за јуришне беспилотне летелице шахед уништено је у пожару при чему је причињена материјална штета од 16 милиона долара. У складишту на територији привредне зоне Алабуга је било 65 дронова, као и резервни мотори, навигациони системи, термалне видео-камере и други делови, а сви делови опреме су уништени.
Украјина је примила 1,1 милијарду долара од Међународног монетарног фонда, што је новац који ће бити усмерен на кључне буџетске трошкове. Ово је шеста исплата новца Украјини у оквиру програма ММФ-а за проширени кредитни аранжман, чиме је укупна помоћ ММФ-а Украјини достигла 9,8 милијарди долара.
Украјини је достављен још један, вероватно и највећи, пакет војне помоћи из Немачке, који укључује, посебно, средства за заштиту неба. Пакет садржи шести систем Ирис-Т СЛМ и пети Ирис-Т СЛС (оба се састоје од два лансера) са пројектилима, два лансера за ПВО систем Патриот (два су претходно пребачена).

### 24. децембар
Украјина је од Велике Британије и Јапана добила милијарду долара, а транша се догодила под гаранцијама влада ових земаља у оквиру ДПЛ програма Светске банке. Прикупљена средства биће употребљена за јачање привреде и финансирање приоритетних издатака у социјалној и хуманитарној сфери.
Оперативно-тактичка авијација, јуришна беспилотна летелица, ракетне снаге и артиљерија група трупа Оружаних снага Руске Федерације оштетиле су инфраструктуру војних аеродрома, складишта муниције и беспилотних летелица ОСУ.

### 25. децембар
Руска војска напала је електране највеће украјинске приватне енергетске компаније ДТЕК, озбиљно оштетивши опрему. То је 13. масовни напад на украјински енергетски сектор и 10. масовни напад на енергетске објекте компаније ове године.

### 26. децембар
Украјинске ваздухопловне снаге извеле су напад на војно индустријско постројење у руској области Ростов. Постројење у граду Каменск-Шахтински коришћено је за производњу чврстог горива за балистичке ракете коришћене у руским нападима на Украјину.

### 27. децембар
На украјинском фронту је забележен 171 борбени окршај Одбрамбених и руских снага. Најжешће борбе се воде на покровском правцу. Украјински браниоци зауставили су 42 руска јуришна и офанзивна дејства у правцу Воздвиженка, Мирољубивка, Промени, Лисивка, Зелени, Даченски, Нови Труд, Пишчани, Покровск, Новооленовка, Вовкови, Шевченко и Новотроицки.

### 28. децембар
Оружане снаге Русије су дроновима и ракетама оштетиле инфраструктуру војног аеродрома и складишта горива и мазива Оружаних снага Украјине.

### 29. децембар
У протекла 24 сата на линији фронта било је укупно 158 сукоба, а најжешће борбе су забележене у Покровску и околини Такође, изведено је више од 4.600 гранатирања, укључујући 150 удара вишецевним ракетним системима (МЛРС). Русија је за нападе распоредила 2.181 дрон-камиказу.

### 30. децембар
Руске снаге утврдиле су се на територији термоелектране у Курахову у западном делу Доњецке НР и настављају да потискују украјинске снаге из града, нападајући их са разних страна.

### 31. децембар
Украјинска војска је уништилa руски хеликоптер МИ-8 током битке у Црном мору уз помоћ јуришног дрона магура В5.